# 阿巴克里陨石坑
阿巴克里陨石坑（Al-Bakri）是位于月球正面静海西北边沿的一座小撞击坑，其名称取自阿拉伯地理学家暨史学家阿布·阿卜杜拉·巴克里（Abu Abdullah al-Bakri，1010年-1094年），1976年被国际天文学联合会正式接受。

## 描述

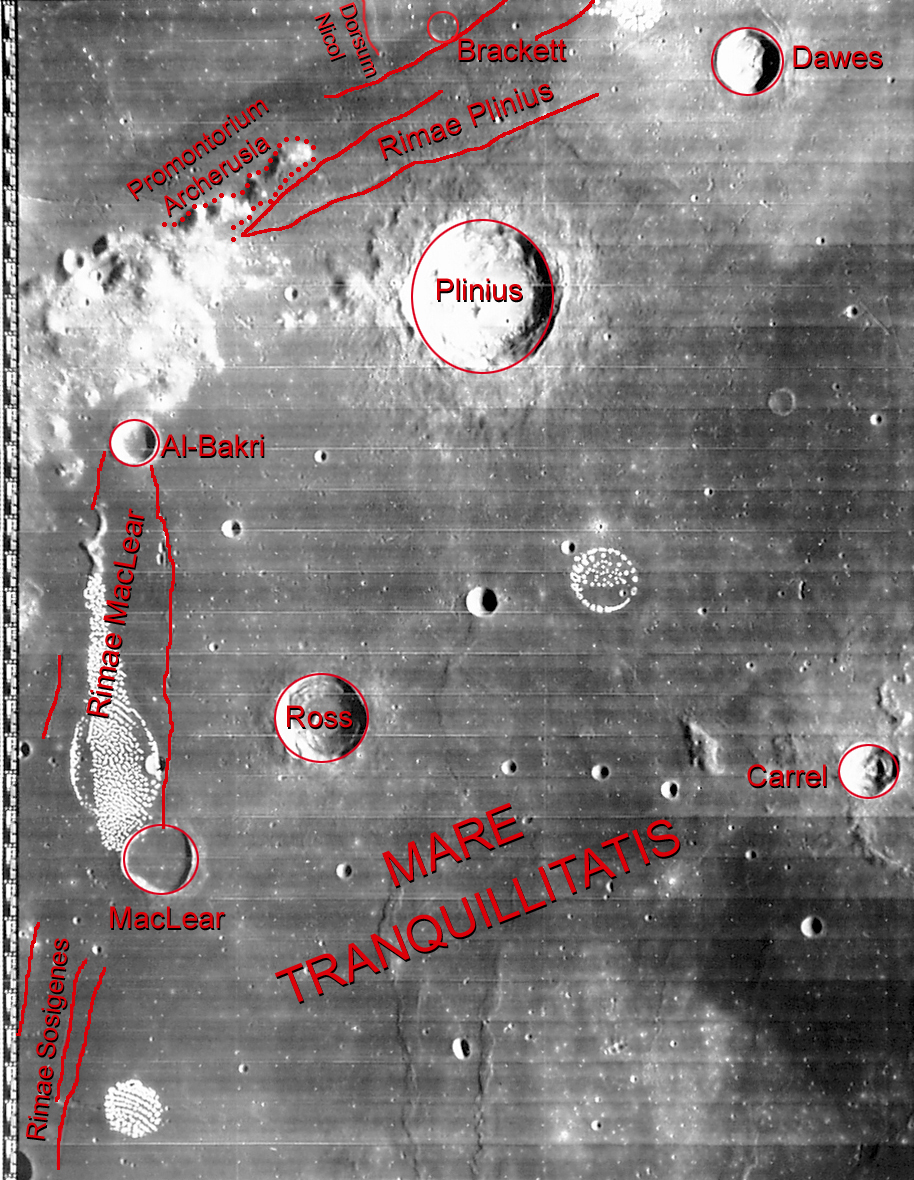
阿巴克里陨石坑的周边，月球轨道器4号拍摄。

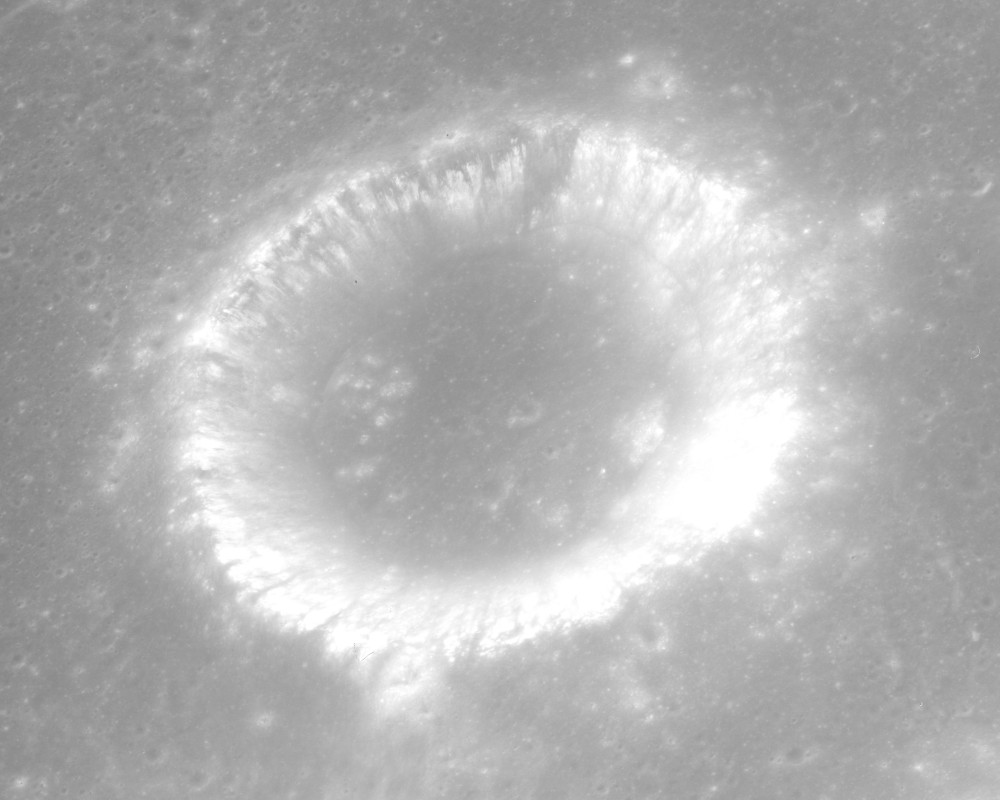
阿波罗15号拍摄的斜视图

该陨坑东北和西南分别毗邻醒目的普林尼陨石坑及略大的罗斯环形山、南面则坐落了已被熔岩淹没的麦克莱尔陨石坑，弯曲的海摩斯山脉横亘在它的北面，而南面则伸展着蜿蜒的麦克莱尔月溪。
该陨坑中心月面坐标为14°20′N 20°15′E / 14.34°N 20.25°E，直径12.21公里，深约1.99公里。
阿巴克里陨石坑外观轮廓呈不规则的圆形，坑壁边沿较为峻峭，平坦的坑底表面没有醒目的地貌结构。陨坑坑壁最大高出周边地形460米，内部容积约72.81公里3。明亮的内侧坡上分布有低反照率的斑块和辐射状条纹。该陨坑西南偏南处有二座古陨坑残迹，其中一座根据其轮廓特征被非正式地称之为“海鸥”。
阿巴克里陨石坑的形态特征隶属于“BIO 型”(以该类陨石坑的典型代表—毕奥坑陨石坑所命名)。
在1976年被国际天文学联合会正式命名前，该陨坑曾被称作卫星坑“塔凯 A”（所谓的"卫星坑标记法"：以所靠近的主坑名+字母来命名）。

## 延伸阅读
- Andersson, L. E.; Whitaker, E. A. . NASA RP-1097. 1982.
- Blue, Jennifer. . USGS. July 25, 2007  [2007-08-05].
- Bussey, B.; Spudis, P. . New York: Cambridge University Press. 2004. ISBN 0-521-81528-2.
- Cocks, Elijah E.; Cocks, Josiah C. . Tudor Publishers. 1995. ISBN 0-936389-27-3.
- McDowell, Jonathan. . Jonathan's Space Report. July 15, 2007  [2007-10-24].
- Menzel, D. H.; Minnaert, M.; Levin, B.; Dollfus, A.; Bell, B. . Space Science Reviews. 1971-06, 12 (2). Bibcode:1971SSRv...12..136M. ISSN 0038-6308. doi:10.1007/BF00171763 （英语）.
- Moore, Patrick. . Sterling Publishing Co. 2001. ISBN 0-304-35469-4.
- Price, Fred W. . Cambridge University Press. 1988. ISBN 0521335000.
- Rükl, Antonín. . Kalmbach Books. 1990. ISBN 0-913135-17-8.
- Webb, Rev. T. W.  6th revision. Dover. 1962. ISBN 0-486-20917-2.
- Whitaker, Ewen A. . Cambridge University Press. 1999. ISBN 0-521-62248-4.
- Wlasuk, Peter T. . Springer. 2000. ISBN 1852331933.